# Deltochilum aspericolle
Deltochilum aspericolle là một loài bọ cánh cứng trong họ Bọ hung (Scarabaeidae).